# Luftseilbahn Funchal–Monte
Die Luftseilbahn Funchal–Monte (portugiesisch: Teleférico Funchal-Monte) ist die längste Luftseilbahn auf der Insel Madeira.
Die Seilbahn führt vom Campo Almirante Reis in der Nähe der Altstadt im Stadtteil Santa Maria Maior von Funchal zur Bergstation am Largo das Babosas in der Nähe des tropischen Gartens in Monte. Baubeginn war 1999, die Einweihung erfolgte am 15. November 2000. Mit der Seilbahn wurde über 50 Jahre nach der Stilllegung der Zahnradbahn Funchal-Monte-Terreiro da Luta wieder eine schnelle Nahverkehrsverbindung nach Monte geschaffen.

## Technische Daten
Aus technischer Sicht handelt es sich um eine kuppelbare Einseilumlaufbahn. Auf einer Strecke von 3.200 Metern wird ein Höhenunterschied von 560 Meter überwunden. Die Fahrzeit beträgt etwa 15 Minuten. Die Höchstgeschwindigkeit ist 5 m/s, was 18 km/h sind. Da die Kabinen in den Stationen vom Seil abgekuppelt werden, ist die Geschwindigkeit beim ein- und aussteigen deutlich geringer. Die Seilbahn hat 39 Kabinen mit jeweils sieben Sitzplätzen. Stütze 3 ist mit 39 Meter die höchste, der größte Abstand liegt zwischen den Stützen 3 und 4 mit 540 Meter. Pro Stunde können 800 Personen in jeder Richtung befördert werden.
Während der Fahrt bietet sich ein Blick auf die Bucht von Funchal. Es werden Kombitickets mit der Luftseilbahn Monte–Botanischer Garten angeboten.

## Bilder

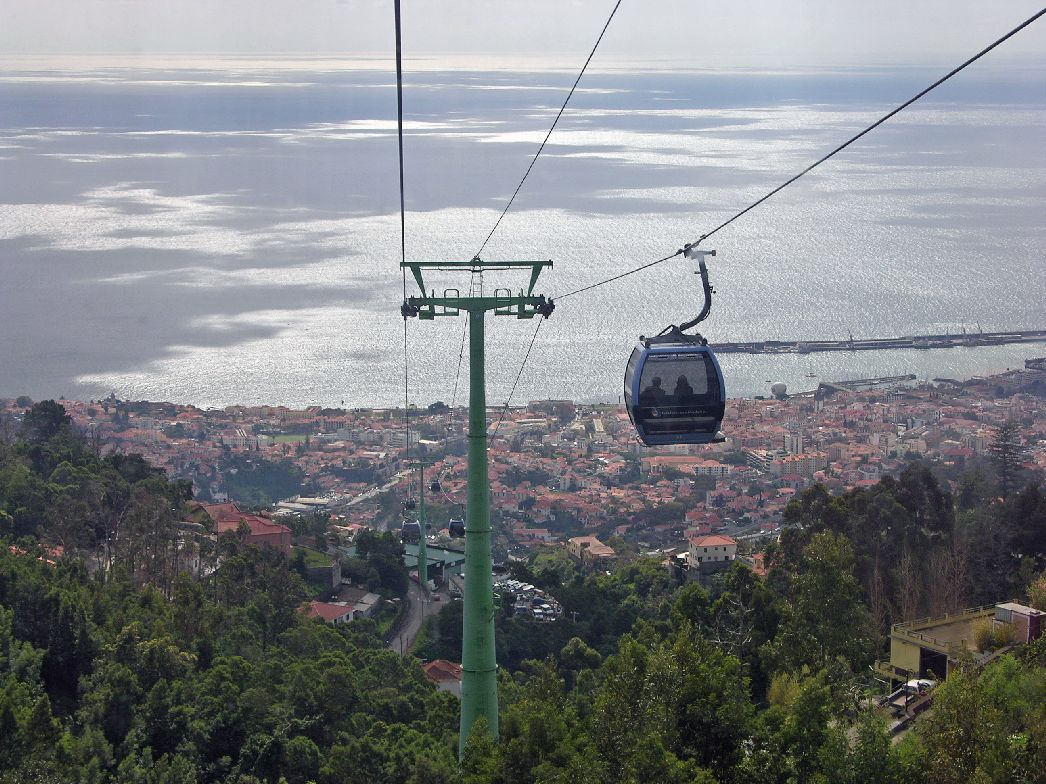
Blick über Funchal aus der Seilbahn
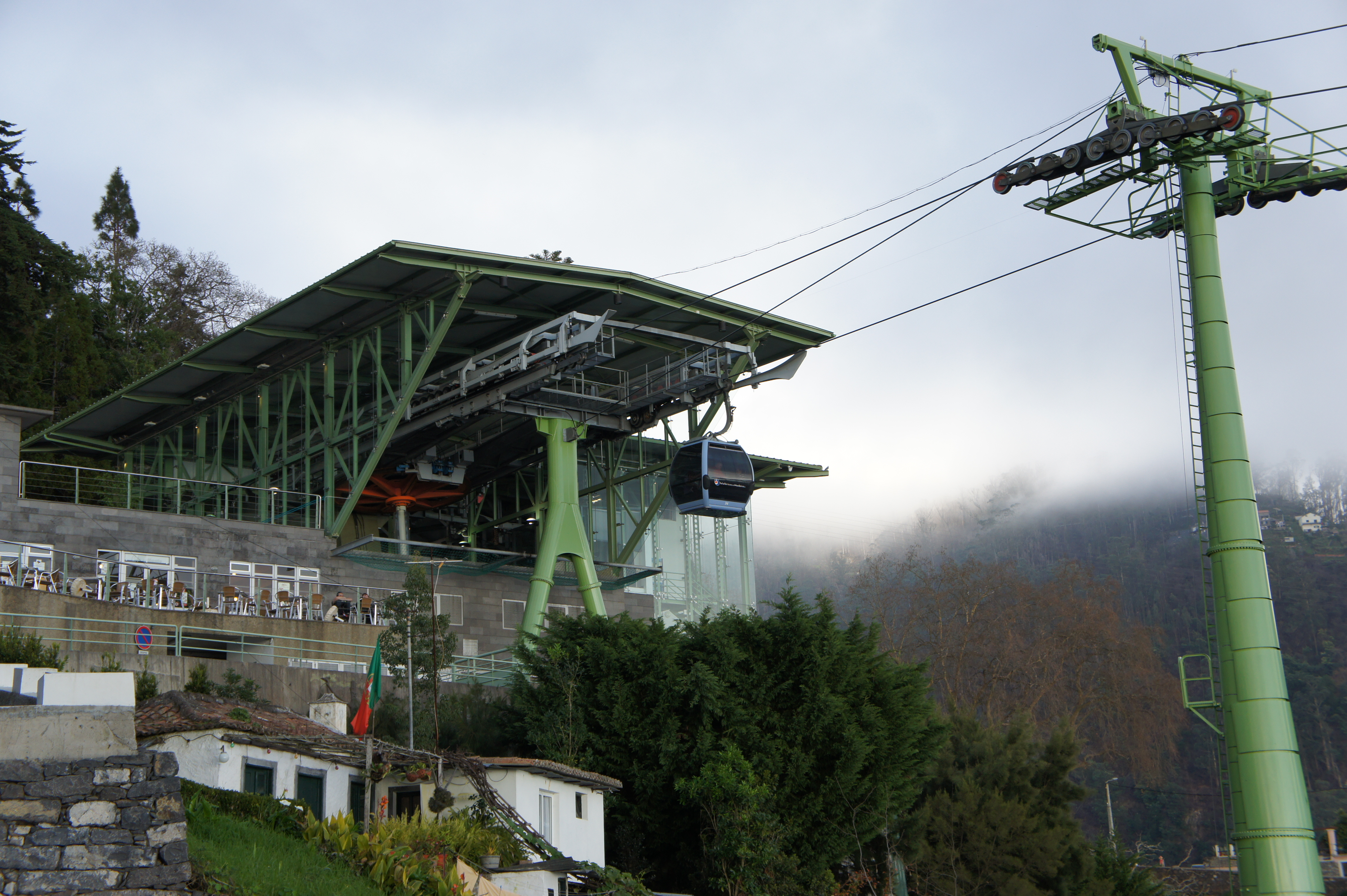
Bergstation
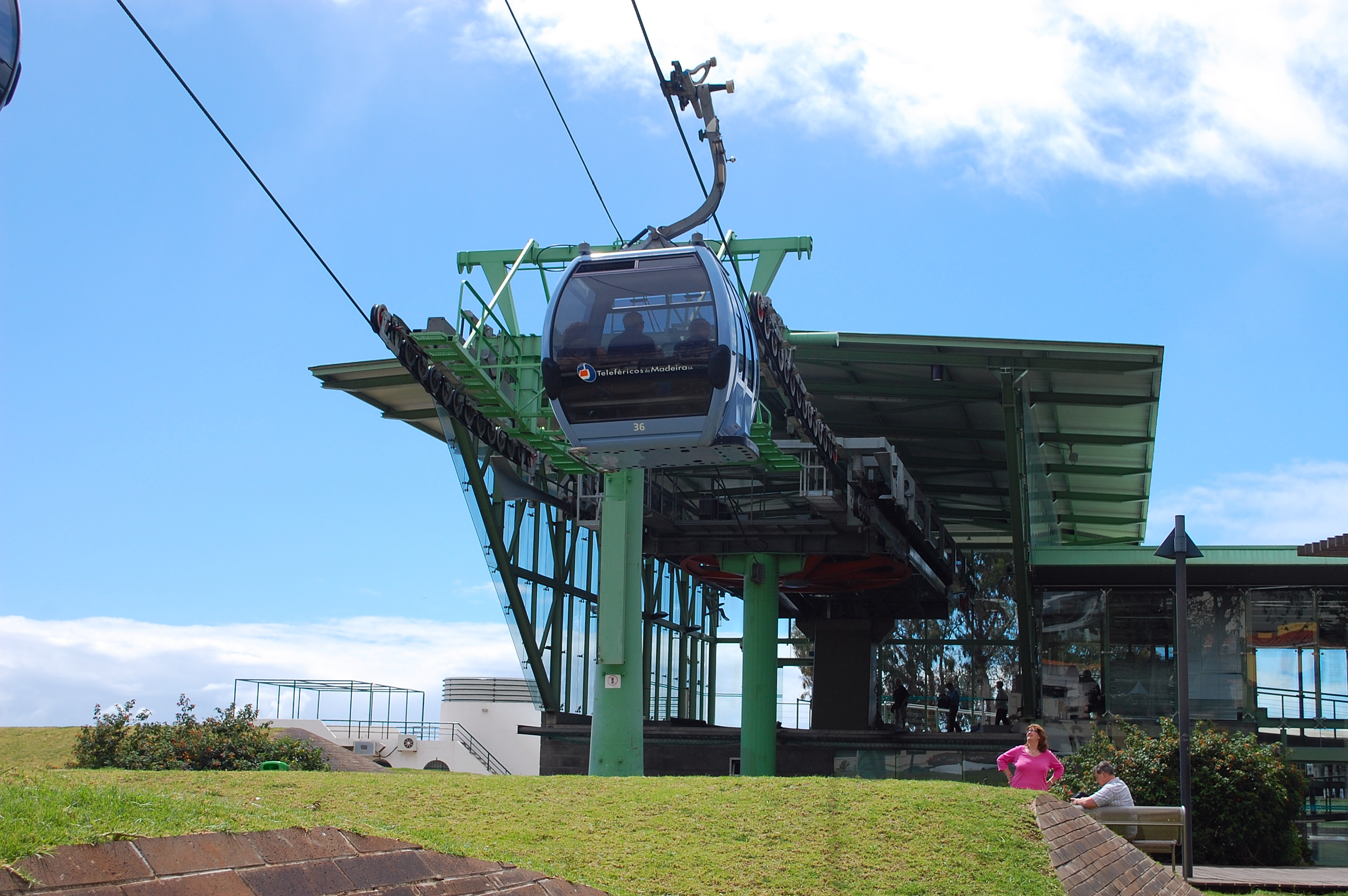
Talstation
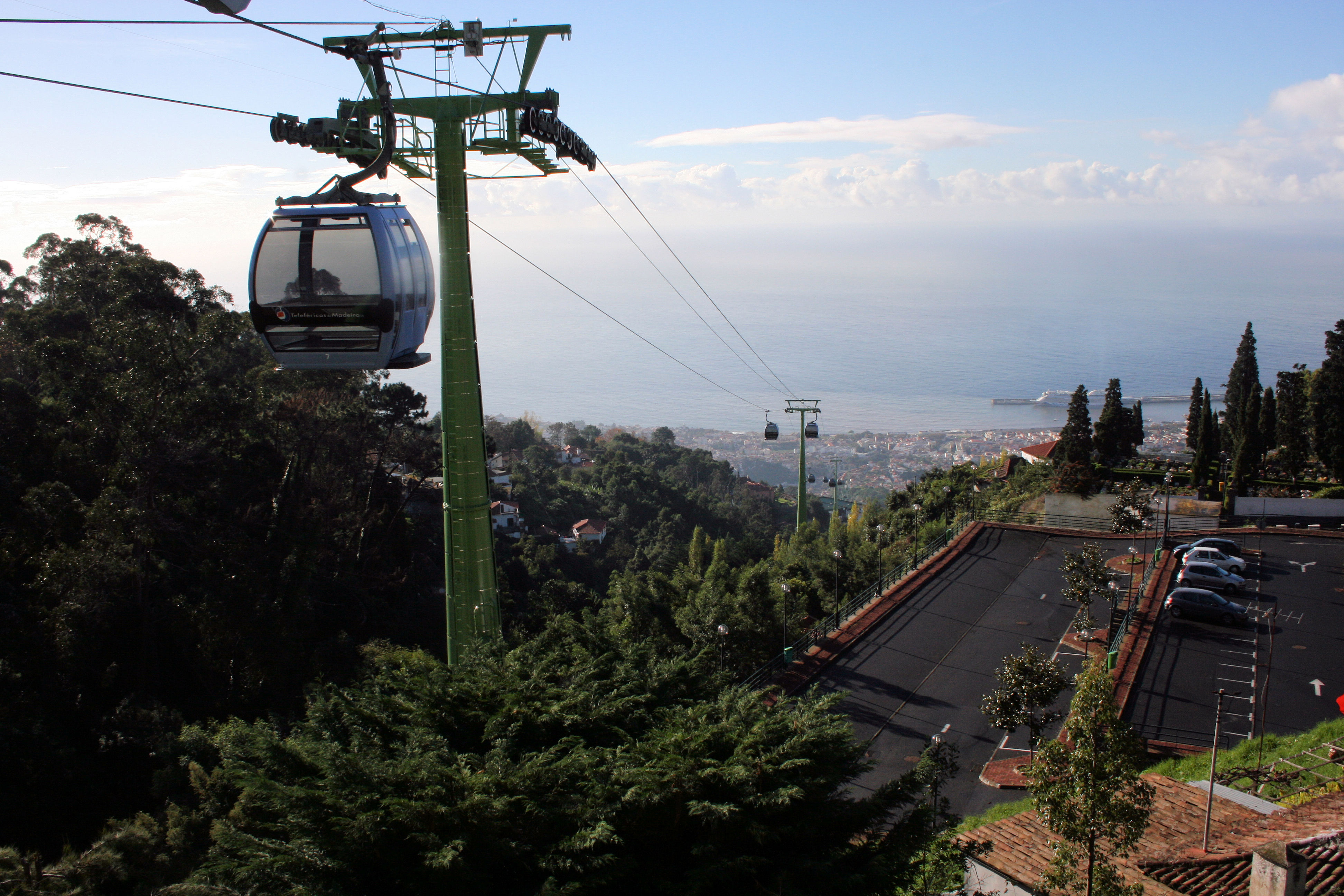
Blick auf Funchal
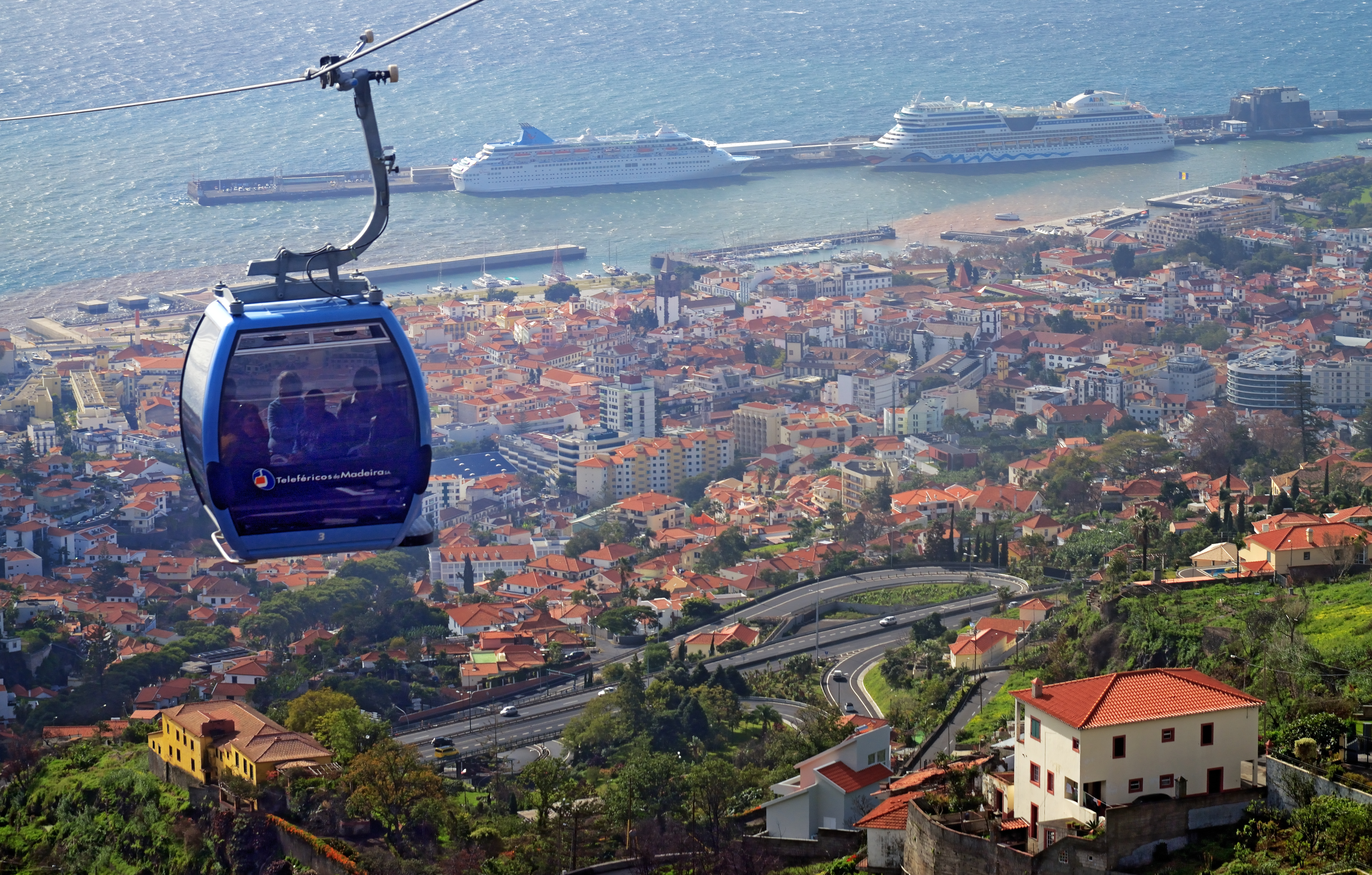
Blick über Funchal aus der Seilbahn